# 怪談 蛇女
『怪談 蛇女』（かいだんへびおんな）は、1968年公開の日本映画。賀川雪絵主演、中川信夫監督。東映東京撮影所製作、東映配給。
1966年にフリーになった中川信夫監督が東映東京撮影所に招かれて撮った怪談映画で、中川は以降、東映で『妖艶毒婦伝 お勝兇状旅』『妖艶毒婦伝 人斬りお勝』の二本を監督して映画界から離れた。

## スタッフ
- 監督：中川信夫
- 企画：扇沢要、大久保忠幸
- 脚本：神波史男、中川信夫
- 撮影：山沢義一
- 美術：北川弘
- 照明：銀屋謙蔵
- 録音：大谷政信
- 音楽：菊池俊輔
- 編集：長沢嘉樹

## キャスト
- 大沼長兵衛：河津清三郎
- 大沼武雄：山城新伍
- 大沼政江：根岸明美
- 大沼きぬ：賀川雪絵
- すえ：月丘千秋
- あさ：桑原幸子
- 弥助：西村晃
- さき：高毬子
- 捨松：村井国夫
- 松五郎：沢彰謙
- 房太郎：伴淳三郎
- 才次：室田日出男
- たみ：清川玉枝
- よし：山本緑
- いく：織田英子
- みの：平賀あさ子
- ふく：伊藤慶子
- とめ：大竹真理子
- まつ：田内加代
- 亀七：佐山俊二
- 男A：相馬剛三
- 男B：山田甲一
- 男C：原信夫
- 巡査：相原昇
- 巫女一：谷本小夜子
- 巫女二：香月三千代
- 下男小：甲登枝恵
- 警察署長：丹波哲郎

## 製作
"怪談映画"は1960年前後がピークで、1960年代後半の怪獣映画の大ブームなどで、子どもたちからもバカにされる存在になっていたが、1967年夏に大映が『四谷怪談』『怪談蚊喰鳥』の旧作を再映（リバイバル）し、これが意外にヒットし、映画業界を驚かせた。当然各社、1968年夏に向け、怪談もの便乗競作の動きが出て、この年ゴールデンウイークに大ヒットした東映『徳川女系図』以降、各映画会社のエロダクション化が進み、ピンク（エロ）エッセンスを加えた怪談映画を構想した。このような風潮の中、東映東京撮影所（以下、東映東京）の扇沢要プロデューサーが、東映の映画製作の全般を掌握していた岡田茂常務兼企画製作本部長兼東映京都撮影所所長に、「怪談映画を作らせて欲しい」と盛んに働きかけた。岡田はあまり乗り気でなかったが、東映でも本作と『怪猫 呪いの沼』の二本の怪談映画の製作を決めた。

### 脚本・監督選定
1967年に東映社員から契約社員になった脚本家の神波史男に扇沢要から脚本の発注があった。扇沢から「怪談映画をやりたい」と言われたが、神波は「東映東京で怪談映画?」と不思議に思い、東映の監督で怪談映画をやる人がぱっと思いつかなかったことから、生意気盛りの神波は「中川信夫さんを呼んできて下さるのならやりますよ」と冗談半分に言った。中川は当時フリーで、しばらく映画を撮っていなかったことから東映からの監督要請に応じた。
脚本は神波史男と中川信夫のダブルエンドクレジットあるが、神波は「僕のオリジナルです」と述べている。記憶も曖昧で、中川と脚本作成に会った記憶もなく、会社からとにかく怪談物をという発注で、中川監督の代表作である『東海道四谷怪談』の鮮烈な蛇のシーンと女の恨みをくっつけたような気がする、当時の東映東京は東映内で脇の物ばかり作っていたところで、急いで書かされたと思う、などと話している。中川は「脚本が出来た時、一応いいと思ったから、こっちも威張っているから、これからは俺が書くと言った。彼に威張ったんですよ。神波の立派なホンがあるのに、もう少し深く付き合えば良かったと思う。神波は偉いですよ。いいかげんにやってない。僕がもう少し一生懸命やればもっといいものができたな。恥ずかしいな。実際悲しいよ。終生の失敗だな」などと述べている。

### キャスティング
主役の"蛇女"には最初は大原麗子がキャスティングされていた。当時の東映の新人拘束期間は5年間で、1965年に東映に入社した大原は、1970年7月がその終了期間であった。東映としては当然、契約延長を視野に入れ、大原に初主演がオファーされた。しかし大原は"蛇女"なることを非常に嫌がり、「裸になってもいいし、夜の女だってやるけど、わたしのイメージをぶち壊すようなおバケ映画で裸になるのはイヤ! いまさらおバケ映画に出られるか」などと怒ってこれを蹴った。当時、好色路線（東映ポルノ）を推進していた岡田茂企画製作本部長は、東映専属女優・大原と小川知子を脱がそうとしていた。この後、紆余曲折あり、大原の初主演作は『㊙トルコ風呂』になった。"蛇女"から"ソープ嬢"への転身に当時のマスメディアも驚き、記事に取り上げた。東映時代の大原は今日イメージとは違い、"不良性感度"の強い女優という位置付けだった。大原が本作を拒否したことから、主役の"蛇女"には、『徳川女系図』で褌相撲を取って名前を売った賀川雪絵（賀川ゆき絵）が抜擢された。

### 撮影
蛇が嫌いな賀川雪絵に顔と体の右半分に蛇の鱗を貼り付けた。

## 同時上映
- 『怪猫 呪いの沼』
  - 主演：里見浩太朗
  - 監督：石川義寛

※監督の石川は中川の弟子。『怪猫 呪いの沼』は東映京都撮影所製作。新東宝育ちの二人が東映に舞台を移しての"師弟作品競映週間"となった。東映の次節番組は『太陽の王子 ホルスの大冒険』をメインとした東映まんがまつり（東映まんがパレード）。